# Panki
Panki – wieś w Polsce położona w województwie śląskim, w powiecie kłobuckim, w gminie Panki. Miejscowość jest siedzibą gminy Panki.
Miejsce jednej z potyczek powstania styczniowego 26 lutego 1863 roku.

## Historia
Panki leżą w Częstochowskim Obszarze Rudonośnym. W okresie staropolskim i XIX wieku działała w Pankach huta, jedna z największych w kraju. W pierwszej połowie XVII odlewała ona działa między innymi dla klasztoru Jasnogórskiego. W XIX wieku był to zakład wielkopiecowy. Nawiązuje do niej herb gminy. Od 1927 do 1928 roku w Pankach działa kopalnia odkrywkowa rud żelaza „Krystyna”. W latach 1934–1940 w Pankach funkcjonowała kopalnia rud żelaza „Krystyna” należące do kopalni podziemnych firmy „Modrzejów-Hantke” Zakłady Górniczo-Hutnicze S.A. w Konopiskach.

W okresie międzywojennym stacjonowały w miejscowości: Komisariat Straży Granicznej „Panki” oraz Placówka Straży Granicznej II linii „Panki”.

W latach 1975–1998 miejscowość administracyjnie należała do województwa częstochowskiego.

## Transport
Przez Panki przebiega droga wojewódzka nr 494. Z Panek można dostać się do Katowic, Tarnowskich Gór i Wielunia, ponieważ leżą na trasie kolejowej Wieluń–Katowice. Na stacji kolejowej Panki zatrzymują się pociągi osobowe i przejeżdżają przez nią pociągi towarowe. Komunikację autobusową zapewniają PKS Częstochowa S.A. oraz GTV BUS. Z Panek można dojechać m.in. do Częstochowy, Kłobucka i Krzepic.

## Sport
We wsi działa klub sportowy KS Panki. Klub rozpoczął działalność w 1935 roku. Obecnie drużyna piłkarska występuje w rozgrywkach częstochowskiej ligi okręgowej. Mecze drużyny KS Panki rozgrywane są na stadionie przy ulicy Częstochowskiej 15.
W latach 2010–2013 przy ulicy Ogrodowej, w Pankach powstała nowoczesna hala sportowa, a w ramach programu Orlik 2012 - boisko wielofunkcyjne do gry w piłkę nożną i koszykówkę. W 2023 roku do użytku oddano także boisko do siatkówki plażowej.

## Przyroda
W Pankach znajduje się utworzony na Pankówce zbiornik retencyjny o powierzchni ok. 3ha i pojemności ok. 30 tys. m³. Zbiornik użytkowany jest głównie w celach rybackich, teren wokół zagospodarowano (utworzono m.in. ścieżki i wiaty z ławkami), przez co stał się on główną atrakcją turystyczną miejscowości.